# Грци у Мађарској
Грци у Мађарској представљају једну од тринаест званично признатих етничких мањина у Мађарској од када је мађарски парламент 7. јула 1993. године донео Закон о правима националних и етничких мањина.
Мађарски закон признаје мањинска права појединаца, успоставља концепт колективних права етничких мањина и наводи неотуђиво колективно право мањина да очувају свој етнички идентитет. Закон такође дозвољава удружења, покрете и политичке странке етничког или националног карактера и налаже неограничену употребу етничких језика. Да би била призната, етничка група мора имати најмање 100 година присуства у земљи, а њени припадници морају бити грађани Мађарске.

## Историја
Мађари су одржавали блиске односе са Византијским царством. После пада Константинопоља, неки Грци су стигли до Мађарске и нашли уточиште на двору Матије Корвина. Најраније миграције Грка на територију данашње Мађарске (тада дела Хабзбуршке монархије) забележене су у 15. и 16. веку и састојале су се првенствено од изолованих високообразованих појединаца. Масовне миграције се дешавају тек у 17. веку, the largest waves being in 1718 and 1760-1770; највећи таласи су били 1718. и 1760-1770, они су првенствено били повезани са економским условима тог периода. За време владавине Јосифа II (1780-1790) у Мађарској је почело масовно штампање књига на грчком језику.
Процењује се да је у Мађарској до друге половине 18. века живело око 10.000 Грка. У том тренутку, већина градова у Мађарској је имало грчко становништво, а процењује се да је било преко стотину грчких заједница. Будим и Пешта (данас Будимпешта) имали су највећу концентрацију Грка у држави. Посебно су градови Кечкемет, Вац, Сентандреја и Рацкеве имали значајне и јаке грчке заједнице.
Будимпештански Грци су првобитно богослужили у српској „цркви Светог Ђорђа”, где је литургија одржана и на српском и на грчком језику. Али касније, крајем 18. века, око две стотине македонских Грка (од којих је већина била из Солуна, Сера, Кожана, Сјатиста и Монастирије) подигло је грчку православну цркву, уз дозволу мађарских владара, која је коштала 110.000 форинти.
Данашњу грчку заједницу чине првенствено политичке избеглице из грчког грађанског рата и према попису из 2011. године заједница броји 3.916 људи. У селу Белојанис (грч. Μπελογιαννης), које су 1950. основале грчке избеглице, градоначелник је традиционално Грк, иако се број Грка смањио на око 300 од укупно 1.200 становника.